# Salvatorkirche (Prag)

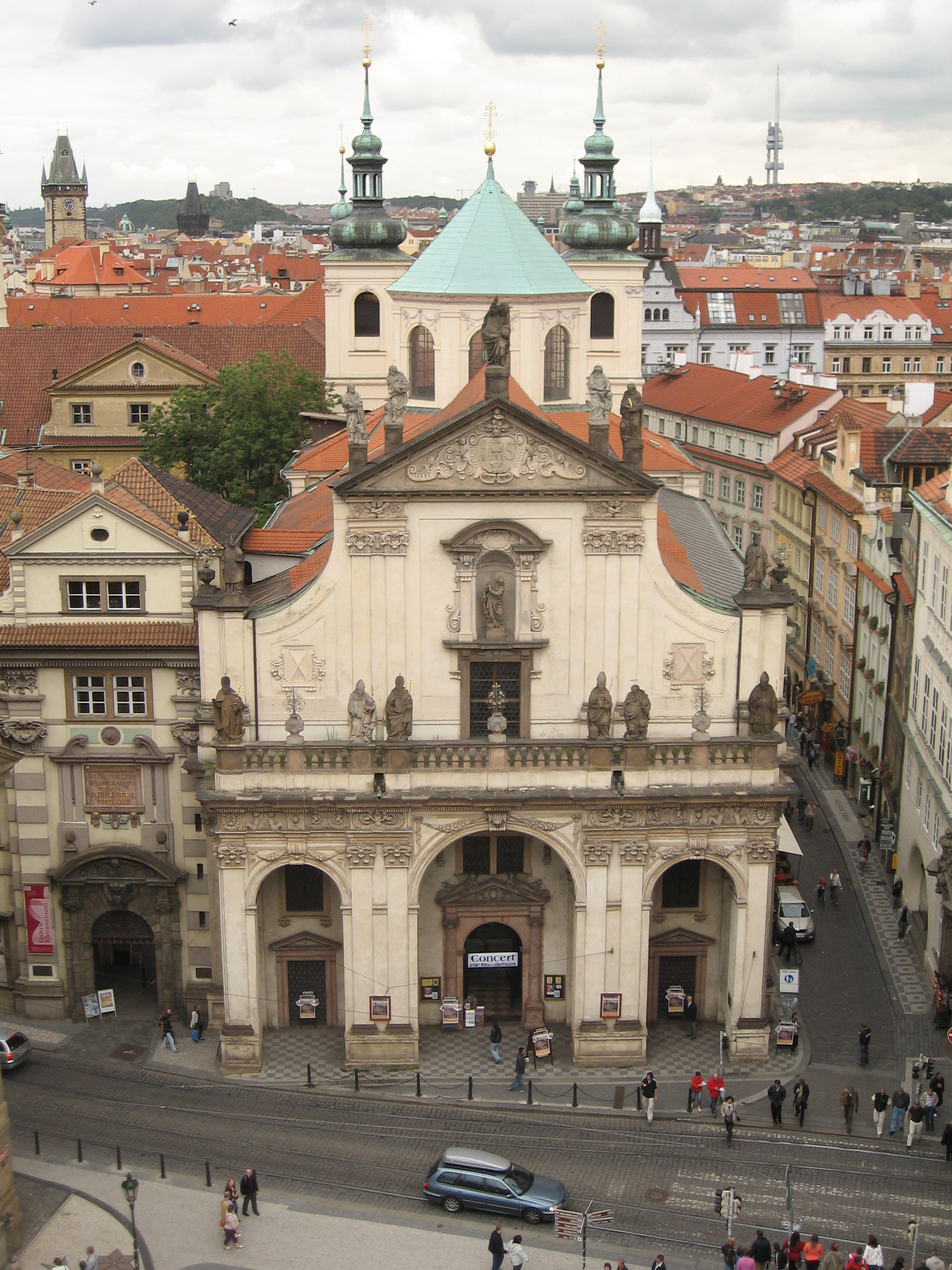
Salvatorkirche am Kreuzherrenplatz

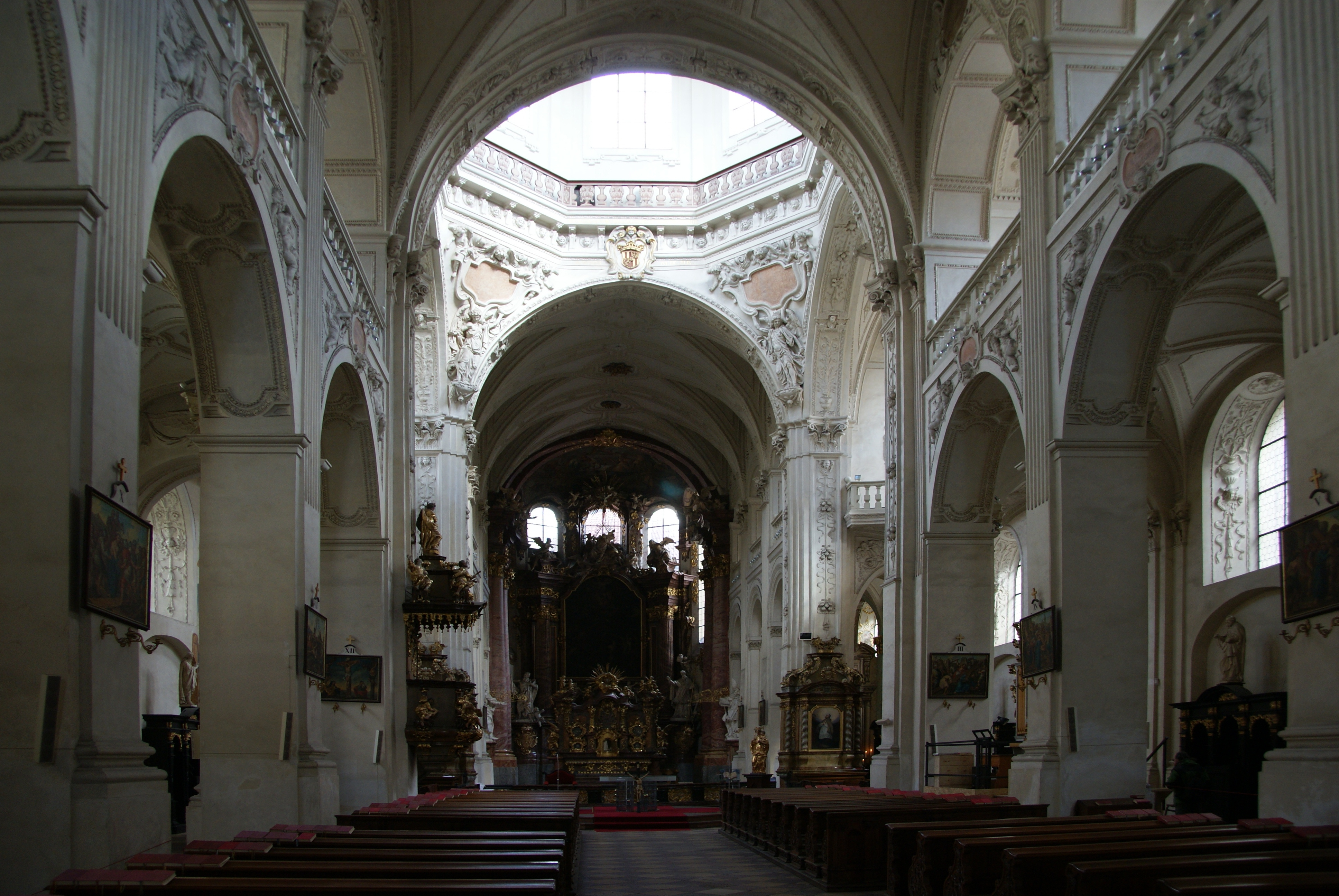
Innenraum

Die Kirche des hl. Salvator (tschechisch: Kostel Nejsvětějšího Salvátora) befindet sich in der Prager Altstadt in der Nähe der Karlsbrücke und gegenüber ihrem Altstädter Brückenturm. Sie ist ein Bestandteil des ehemaligen Jesuitenkollegs Clementinum, das 1556 gegründet wurde.
Die Kirche wurde 1578 begonnen, deshalb zeigt der Chor als ältester Teil noch Merkmale der Gotik zur Renaissance, 1601 entstand die dreischiffige Basilika mit drei manieristischen Marmorportalen. 1625 erfolgte die Fertigstellung der Orgelempore, danach die Stuckierung der Kirche. 1638 bis 1653 arbeiteten die Architekten Carlo Lurago, Francesco Caratti und František M. Kaňka an den Emporen, der Kuppel und zuletzt an der Vorhalle. Die Schauseite prägten die Steinplastiken von Johann Georg Bendl. Zuoberst Christus als Erlöser der Welt.
Nach Auflösung des Jesuitenordens wurden die Gebäude Bestandteil der Karlsuniversität. In der Kirche predigten berühmte Persönlichkeiten wie der Philosoph und Mathematiker Bernard Bolzano.
1990 kam es zur Wiederaufnahme der Studentenseelsorge, und 2004 wurde die erste akademische Pfarrei der Tschechischen Republik unter  Tomáš Halík errichtet.
2011 wurde die Orgel von 1780 durch die Firma Eule Orgelbau Bautzen restauriert.